# Dietrich Heither
Dietrich Heither (* 1964) ist ein deutscher Lehrer und Sozialwissenschaftler. Er gilt als Experte für Studentenverbindungen; insbesondere mit Burschenschaften setzt er sich kritisch auseinander. Die Gemeinschaftsarbeit Blut und Paukboden wurde breit und kontrovers diskutiert.

## Leben und Werk

### Lehrer und politikdidaktische Beiträge
Nach dem Abitur 1983 als letzter Jahrgang an der Heinrich-Schütz-Schule in Kassel leistete Heither Zivildienst. Es schloss sich ein Studium der Germanistik und Geschichte in Mainz und Marburg an. Sein Deutsch- und Sozialkunde-Studium (auf Lehramt) schloss er mit dem Staatsexamen ab. Danach war er Studienreferendar in Wiesbaden.
Heither ist heute hauptberuflich als Lehrer für Politik und Wirtschaft, Deutsch sowie Geschichte an der Heinrich-Böll-Schule, einer kooperativen Gesamtschule mit gymnasialer Oberstufe, in Hattersheim am Main tätig. Außerdem hat er dort das Amt des Schulleiters inne. Er führt die Amtsbezeichnung Studiendirektor.
Er ist ferner Mitautor der politikdidaktischen Schulbuchreihe Mensch und Politik für die Fächer Gemeinschaftskunde, Sozialkunde und Politische Bildung in den Sekundarstufen I und II, die im Schroedel Verlag erscheint. Ebenso war er an den „Sozialwissenschaftlichen Studien für die Sekundarstufe II“ des Schroedel-Verlags beteiligt.

### Auseinandersetzung mit Burschenschaften

#### Geschichtswerkstatt Marburg
Heither wurde Mitarbeiter der 1984 gegründeten Geschichtswerkstatt Marburg – eines eingetragenen Vereins, spezialisiert auf Marburger Regionalgeschichte und Alltagsgeschichte. Weiterhin war Heither Mitbegründer des Marburger Projektes „Konservatismus und Wissenschaft“. Nach Gerhard Schäfer sei mit deren Veröffentlichungen die „kritische Korporationsforschung erweitert“ worden. Beide Vorhaben gelten in Verbindungskreisen dennoch als Inkarnation „linke[r] Geschichtsschreibung“. Kritisiert werden Publikationen der bzw. im Umfeld der Geschichtswerkstatt – auch Heithers – dahingehend, dass sie „darauf abzielen, das Verbindungswesen gleichsam historisch zu delegitimieren“. Dort arbeiteten nicht hauptsächlich Historiker, sondern oft Politik- und Sozialwissenschaftler mit Schwerpunkt Zeitgeschichte. Einige ältere Arbeiten seien nach Matthias Stickler wenig lohnend.

#### Veröffentlichung „Blut und Paukboden“
Das gemeinsam mit Michael Gehler, Alexandra Kurth und Gerhard Schäfer im Fischer Taschenbuch Verlag veröffentlichte Werk Blut und Paukboden (1997) gilt manchen Beobachtern als (kritisches) Standardwerk. Es wurde u. a. von Wissenschaftlern in der deutschen Qualitätspresse und in deutsch- und englischsprachigen Fachzeitschriften besprochen: William D. Bowman sieht es als einen essenziellen Beitrag für die Politik-, Sozial- und Kulturgeschichte. Auch Geoffrey J. Giles empfahl es in einer Rezension. Dieter A. Binder resümierte: „In Summe muß das Werk als ein gelungener Versuch gewertet werden, abseits von Hausgeschichtsschreibung und parteipolitisch motivierter Dämonisierung eine analytische Geschichte eines sozialen Phänomens der Studenten- und Akademikerschaft des deutschsprachigen Raumes vorzulegen“. Laut Günter Wollstein gehe es den Autoren des Bandes allerdings „nicht um eine Überblicks- oder Gesamtgeschichte der Burschenschaften“. Es wurde „ein nationalistisches Sündenregister“, das gleichwohl „akribisch und gut recherchiert sowie belegt“ wurde, vorgelegt. Der Studie mangele es an einer adäquaten „historische[n] Einordnung“ von Begebenheiten. Es werde auch pauschalisiert, sodass „Interpretationsschwierigken“ entstehen. Für Kevin McAleer korrigiere das Buch zwar einerseits Missverständnisse hinsichtlich der politischen Ausrichtung der Burschenschaften und ihres Verhältnisses zum Nationalsozialismus, andererseits gebe es kaum neue Schlussfolgerungen. McAleer machte historische Mehrdeutigkeiten und Widersprüche aus. Armin Pfahl-Traughber hält es für eine „informative, mitunter allerdings etwas undifferenzierte Geschichte der Deutschen Burschenschaften“. Der Studentenkurier beurteilt differenziert: „Konzentriert und umfassend informativ, sicher fruchtbaren Streit hervorrufend, zum eigenen weiteren Nachdenken und Gespräch anredegend, wird in ‚Blut und Paukboden‘ ein Stück deutscher Geschichte mitgeteilt, das sicher historisch und aktuell gleichermaßen brisant, jedoch zugleich hilfreich sein kann bei der Standortbestimmung der Korporationen heute.“

#### Politikwissenschaftliche Dissertation
Im Jahre 2000 wurde Heither im Fachbereich Gesellschaftswissenschaften und Philosophie der Philipps-Universität Marburg mit einer durch Reinhard Kühnl – einem prominenten Vertreter der Marburger Schule – betreuten politikwissenschaftlichen Arbeit über die Deutsche Burschenschaft (DB) zum Dr. phil. promoviert (Dissertation: Ein korporierter Männerbund – Eine sozialwissenschaftliche Studie über Weltanschauung, Politik und Brauchtum der Deutschen Burschenschaft). Ein ausdrücklicher Dank ging in den „Einleitende[n] Überlegungen“ an seinen „nicht nur […] wissenschaftliche[n] Freund“ Gerhard Schäfer. Der Doktorvater sah mit der vorgelegten Dissertation und dem vorangegangenen Buch von 1997 einen „wesentlichen Entwicklungsstrang“ herausgearbeitet. Bei seiner „materialreiche[n]“ Arbeit verzichtete Heither allerdings auf den Rückgriff auf das Archivgut des (an das Bundesarchiv angegliederten) DB-Archivs, wie Historiker konstatierten. Der Burschenschafter Harald Lönnecker attestierte der Arbeit überdies politische Einseitigkeit.
Heither nimmt im Rahmen seiner publizistischen Tätigkeit eine kritische Sicht bei der Thematisierung von studentischen Korporationen, vor allem den Burschenschaften, ein. Entsprechende Beiträge erscheinen seit Mitte der 1990er Jahre auch in einschlägigen Sammelbänden, die sich mit der extremen Rechten auseinandersetzen. In seiner mit Adelheid Schulze 2015 verfassten Studie Die Morde von Mechterstädt 1920 – Zur Geschichte rechtsradikaler Gewalt in Deutschland zeigen die Autoren am Beispiel eines der düstersten Kapitel der Marburger Verbindungsgeschichte Ursachen wie folgenschwere Wirkungen rechtsradikaler Gewalt im studentischen Milieu auf. Nachgewiesen wird dabei u. a. die Kontinuität einer vordemokratischen Gesinnungsjustiz. Der „umfassende mentalitäts- und sozialgeschichtliche Beitrag zur Geschichte der frühen Weimarer Republik“ (Christian Dietrich) wird in einer Besprechung des Vereins für Hessische Geschichte und Landeskunde wie folgt gewürdigt: „Wenn auch die Wertungen des Buches nicht in allen Punkten zu teilen sind, so liegt hier doch eine Quellen- und Dokumentenübersicht vor, die beeindruckend ist.“

## Schriften (Auswahl)
- mit Wolfgang Matthäus, Bernd Pieper: Als jüdische Schülerin entlassen. Erinnerungen und Dokumente zur Geschichte der Heinrich-Schütz-Schule in Kassel (= Nationalsozialismus in Nordhessen. H. 5). 2. erweiterte und korrigierte Auflage, Hrsg. durch die Gesamthochschule Kassel, Fachbereich 1, in Verbindung mit dem Projekt „Hessen im Nationalsozialismus – Anpassung und Widerstand“ am Hessischen Institut für Bildungsplanung und Schulentwicklung (HIBS). Gesamthochschulbibliothek Kassel, Kassel 1987, ISBN 3-88122-381-9. (erste Auflage: 1984)
- mit Eva Gottschaldt, Michael Lemling: Wegbereiter des Faschismus. Aus der Geschichte des Marburger Vereins Deutscher Studenten (= Marburger Beiträge zur Geschichte und Gegenwart studentischer Verbindungen. Bd. 1). Hrsg. durch die Geschichtswerkstatt Marburg e. V./ Allgemeiner Studierendenausschuss der Philipps-Universität Marburg, Marburg 1992, ISBN 3-926295-04-X.
- mit Michael Lemling: Marburg, o Marburg…. Ein „antikorporierter Stadtrundgang“ (= Marburger Beiträge zur Geschichte und Gegenwart studentischer Verbindungen. Bd. 3). Hrsg. durch die Geschichtswerkstatt Marburg / Allgemeiner Studierendenausschuss der Philipps-Universität Marburg, Marburg 1996, ISBN 3-926295-07-4.
- mit Ludwig Elm, Gerhard Schäfer (Hrsg.): Füxe, Burschen, Alte Herren. Studentische Korporationen vom Wartburgfest bis heute (= Neue kleine Bibliothek. 28). Papyrossa, Köln 1992, ISBN 3-89438-050-0.
- mit Michael Gehler, Alexandra Kurth, Gerhard Schäfer: Blut und Paukboden. Eine Geschichte der Burschenschaften. Fischer, Frankfurt am Main 1997, ISBN 3-596-13378-5.
- Verbündete Männer. Die Deutsche Burschenschaft – Weltanschauung, Politik und Brauchtum. Mit einem Vorwort von Reinhard Kühnl, Papyrossa Verlag, Köln 2000, ISBN 3-89438-208-2. (= zugl. Dissertation, Universität Marburg, 2000)
- mit Gerd Wiegel (Hrsg.): Die Stolzdeutschen. Von Mordspatrioten, Herrenreitern und ihrer Leitkultur (= Neue kleine Bibliothek. 74). Papyrossa, Köln 2001, ISBN 3-89438-225-2.
- mit Ute Heither, Egbert Klöckner, Hartmann Wunderer: Globale politische Strukturen und Prozesse (= Sozialwissenschaftliche Studien für die Sekundarstufe II). Schroedel, Braunschweig 2006, ISBN 3-507-10815-1.
- mit Ute Heither, Egbert Klöckner, Alexandra Kurth, Samuel Salzborn, Mathias Wiards, Hartmann Wunderer: Politik – Wirtschaft Gesellschaft. Grundlagentexte für den Unterricht (= Sozialwissenschaftliche Studien für die Sekundarstufe II). Schroedel, Braunschweig 2008, ISBN 978-3-507-10818-9.
- Burschenschaften (= Basiswissen Politik, Geschichte, Ökonomie). PapyRossa Verlag, Köln 2013, ISBN 978-3-89438-531-6.
- mit Adelheid Schulze: Die Morde von Mechterstädt 1920. Zur Geschichte rechtsradikaler Gewalt in Deutschland. Metropol, Berlin 2015, ISBN 978-3-86331-261-9.
- Ich wusste, was ich tat. Emil Julius Gumbel und der rechte Terror in der Weimarer Republik (= Neue kleine Bibliothek. 235). PapyRossa Verlag, Köln 2016, ISBN 978-3-89438-621-4.